# Atractus paraguayensis
Atractus paraguayensis — вид змій родини полозових (Colubridae). Мешкає в Південній Америці.

## Поширення і екологія
Atractus paraguayensis мешкають на північному сході Аргентини, на сході Парагваю та на півдні Бразилії. Вони живуть у вологих атлантичних лісах та в заростях чако, на висоті від 30 до 1000 м над рівнем моря.